# Ритчи, Джон Уильям
Джон Уильям Ритчи (26 марта 1808 года, Новая Шотландия — 13 или 18 декабря 1890 года, Галифакс, Новая Шотландия, Канада) — канадский политик. Является одним из отцов канадской конфедерации — принимал участие в лондонской конференции 1866—1867 годов.

## Биография
Джон Уильям Ритчи родился в семье Томаса Ритчи и Элизабет Уилдман Джонстон. Его отец был судьёй, кроме того, много лет представлял графство Аннаполис в законодательном собрании колонии. В середине 1820-х он стал изучать право в Галифаксе у своего дяди, Джеймса Уильяма Джонстона, который более 20 лет был лидером консервативной партии. В 1831 году он стал членом гильдии.
Поначалу у Ритчи было мало клиентов, но со временем он получил репутацию одарённого юриста. С 1856 по 1866 год он был директором учреждённого им же Объединённого банка Галифакса. С 1863 года и до самой смерти состоял в совете директоров университете Далхузи. В 1870 году Ритчи стал работать в Верховном суде Новой Шотландии.
В 1836 году женился на Амелии Ребекке Алмон, сохраняя традицию клановых браков в семьях Алмон, Ритчи и Джонстон. У них было 12 детей.

## Политическая карьера
В 1836 году Ритчи безуспешно баллотировался в законодательное собрание на место, которое до этого занимали его отец и дядя. На следующий год власть в колонии была разделена на исполнительную и законодательную ветви, и Ритчи стал клерком законодательного совета. Позднее он был включён в комиссию по проверке законов Новой Шотландии, а также по регулированию земельных вопросов.
В мае 1864 года Ритчи стал генеральным защитником в законодательном совете колонии и лидером правительства в совете. Он продвигал идеи общедоступных школ и вступления в конфедерацию. Вместе с тем, его не было на первых двух конференциях по её созданию. Только в 1865 году Ритчи заменил Роберта Барри Дикки в качестве участника процесса объединения, став через год делегатом лондонской конференции. В 1867 году Ритчи стал членом Сената Канады, в котором оставался до 1870 года.